# Знаки поштової оплати України 1995
Знаки поштової оплати України 1995 — перелік поштових марок, введених в обіг Укрпоштою в 1995 році.
З 28 січня по 27 грудня 1995 року було випущено 26 поштових марок, у тому числі 23 пам'ятних (художніх, комеморативних) і 3 стандартних четвертого випуску (з літерними індексами замість номіналу) Тематика художніх комеморативних марок охопила ювілеї визначних дат, подій, пам'яті видатних діячів культури та інші. Одинадцять комеморативних марок було об'єднано до чотирьох серій: «Світочі української літератури» (4), «Червона книга України» (2), «Герби міст України» (2), «Гетьмани України» (3). В обіг були введені знаки поштової оплати номіналом 1 000; 3 000; 5 000; 10 000; 30 000; 40 000; 50 000 та 100 000 крб, а також із літерним номіналом «З», «І», «К».
Марки № 73, 79, 80 та 92 — московською друкарнею «Держзнак» (Росія), а інши було надруковано державним підприємством «Поліграфічний комбінат „Україна“» (Київ).
Відсортовані за датою введення.

## Список комеморативних марок
| № у каталозі | Зображення | Опис та джерело | Номінал             | Дата введення в обіг | Наклад  | Дизайн          |
| ------------ | ---------- | --- | ------------------- | -------------------- | ------- | --------------- |
| № 73         |            | 1100 років Ужгороду | 5 000 крб.          | 28 січня 1995 року   | 500 000 | В. І. Дворник   |
| № 76         |            | Світочі української літератури: Іван Якович Франко | 3 000 крб.          | 2 лютого 1995 року   | 500 000 | Р. П. Цессін    |
| № 77         |            | Світочі української літератури: Леся Українка | 3 000 крб.          | 2 лютого 1995 року   | 500 000 | Р. П. Цессін    |
| № 78         |            | 150 років від дня народження видатного українського вченого і громадського діяча Івана Павловича Пулюя (1845—1918)                                                  | 3 000 крб.          | 2 лютого 1995 року   | 300 000 | Р. П. Цессін    |
| № 79         |            | Червона книга України. Птахи. Сапсан Falko peregrinus | 5 000 крб.          | 15 квітня 1995 року  | 1 000   | Ю. Логвин       |
| № 80         |            | Червона книга України. Птахи. Сірий журавель Grus grus | 10 000 крб.         | 15 квітня 1995 року  | 1 000   | Ю. Логвин       |
| № 81         |            | 100 років від дня народження видатного українського письменника і громадського діяча Максима Тадейовича Рильського (1895—1964)                                      | 50 000 крб.         | 15 квітня 1995 року  | 1 000   | О. Штанко       |
| № 82         |            | 50 років Перемоги над фашизмом | 100 000 крб.        | 9 травня 1995 року   | 1 000   | В. І. Дворник   |
| № 83         |            | Міжнародний дитячий центр «Артек» | 5 000 крб.          | 16 червня 1995 року  | 1 000   | В. І. Лєсняк    |
| № 74         |            | Світочі української літератури: Іван Петрович Котляревський | 1 000 крб.          | 8 липня 1995 року    | 500 000 | Р. П. Цессін    |
| № 75         |            | Світочі української літератури: Тарас Григорович Шевченко | 3 000 крб.          | 8 липня 1995 року    | 1 000   | Р. П. Цессін    |
| № 84         |            | Гетьман Петро Конашевич-Сагайдачний | 30 000 крб.         | 22 липня 1995 року   | 1 000   | Ю. Логвин       |
| № 87         |            | Герби міст України: Луганськ | 10 000 крб.         | 15 вересня 1995 року | 1 000   | В. Кузьменко    |
| № 86         |            | Гетьман Богдан (Зіновій) Хмельницький | 40 000 крб.         | 23 вересня 1995 року | 1 000   | Ю. Логвин       |
| № 89         |            | III Національна філателістична виставка «Світова Україніка» у м. Львові                                                                                             | 50 000 + 5 000 крб. | 23 вересня 1995 року | 1 000   | В. І. Дворник   |
| № 85         |            | Гетьман Іван Мазепа | 30 000 крб.         | 14 жовтня 1995 року  | 1 000   | Ю. Логвин       |
| № 90         |            | Європейський рік збереження природи | 50 000 крб.         | 14 жовтня 1995 року  | 1 000   | В. І. Дворник   |
| № 88         |            | Герби міст України: Чернігів | 10 000 крб.         | 22 жовтня 1995 року  | 1 000   | В. Кузьменко    |
| № 91         |            | 1 червня — Міжнародний день захисту дітей | 50 000 крб.         | 22 жовтня 1995 року  | 1 000   | О. А. Івахненко |
| № 92         |            | 50 років ООН | 50 000 крб.         | 24 жовтня 1995 року  | 1 000   | В. І. Лєсняк    |
| № 93         |            | Михайло Сергійович Грушевський (1866—1934) — перший Президент України                                                                                               | 50 000 крб.         | 9 грудня 1995 року   | 1 000   | О. Штанко       |
| № 94         |            | 150 років від дня народження видатного українського драматурга, актора, режисера, театрального діяча Івана Карпенко-Карого (Івана Карповича Тобілевича) (1845—1907) | 50 000 крб.         | 9 грудня 1995 року   | 1 000   | О. Штанко       |
| № 95         |            | 200 років від дня народження Павела Йосефа Шафарика (1795—1861) | 30 000 крб.         | 27 грудня 1995 року  | 500 000 | Ю. Логвин       |

## Четвертий випуск стандартних марок
| № у каталозі | Зображення | Опис та джерело                                                       | Номінал | Дата введення в обіг | Наклад  | Дизайн        |
| ------------ | ---------- | --------------------------------------------------------------------- | ------- | -------------------- | ------- | ------------- |
| № 96         |            | Міський транспорт: Тролейбус ЮМЗ Т1 на тлі готелю «Україна».          | І       | 27 грудня 1995 року  | масовий | В. І. Дворник |
| № 97         |            | Міський транспорт: Трамвай ЛТ-10 на тлі Луганського університету.     | К       | 27 грудня 1995 року  | масовий | В. І. Дворник |
| № 98         |            | Міський транспорт: Автобус ЛАЗ-52523 на тлі Львівського університету. | З       | 27 грудня 1995 року  | масовий | В. І. Дворник |